# Ersfjorden (Berg)
69°30′43″N 17°17′57″Ø / 69.51194°N 17.29917°Ø
 For alternative betydninger, se Ersfjorden. (Se også artikler, som begynder med Ersfjorden)
Ersfjorden er en fjord på nordsiden af øen Senja i Troms og Finnmark fylke i Norge. Fjorden er 7 km lang. Den begynder mellem Oksneset i nordøst og Sporra i sydvest, og går i sydøstlig retning ind til landsbyen Ersfjord som ligger inderst i fjorden.
Fra sydsiden af fjorden går fjordarmen Steinfjorden. Ersfjorden er omgivet af høje, bratte og spidse bjerge, hvor de højeste er omkring 800 meter over havet. Blandt bjergene er de karakteristiske Okshornan, også kaldt Djevelens tanngard (Djævelens tandrække).
Riksvei 862 går langs den inderste del af fjorden.
 Der er for få eller ingen kildehenvisninger i denne artikel, hvilket er et problem. Du kan hjælpe ved at angive troværdige kilder til de påstande, som fremføres i artiklen.